# Colombie aux Jeux mondiaux de 2017
Cet article contient des informations sur la participation et les résultats de la Colombie aux Jeux mondiaux de 2017 à Wrocław en Pologne.

## Médailles

### Or
| Sport              | Discipline                                      | Sportifs                                |
| Médailles d'or : 9 |                                                 |                                         |
| Bowling            | Double femmes                                   | Rocio Restrepo (en) Clara Guerrero (en) |
| Danse sportive     | Salsa                                           | Yinessa Ortega Stevens Rebolledo        |
| Roller de vitesse  | Femmes - Piste - 300 m Contre la montre         | Geina Carmela Pajaro                    |
| Roller de vitesse  | Femmes - Piste - 10 000 m Élimination et points | Fabrianna Arias                         |
| Roller de vitesse  | Femmes - Piste - 15 000 m Élimination           | Fabrianna Arias                         |
| Roller de vitesse  | Femmes - Route - 10 000 m Course à point        | Fabrianna Arias                         |
| Roller de vitesse  | Femmes - Route - 20 000 m Élimination           | Johana Viveros (en)                     |
| Roller de vitesse  | Hommes - Piste - 1 000 m Sprint                 | Andres Mauricio Jimenez                 |
| Tir à l'arc        | Femmes - Arc à poulies                          | Sara López                              |

### Argent
| Sport                   | Discipline                              | Sportifs |
| Médailles d'argent : 11 |                                         | |
| Bowling                 | Simple Femme                            | Clara Guerrero (en) |
| Danse sportive          | Salsa                                   | Adriana Avila Yefersson Benjumea |
| Ju-Jitsu                | Hommes - Combat -62 kg                  | Jairo Alejandro Viviescas Ortiz |
| Ju-Jitsu                | Hommes - Nee-Waza -62 kg                | Jairo Alejandro Viviescas Ortiz |
| Nage avec palmes        | Femmes - relais 4 x 100 m surface       | Paula Alejandra Aguirre Joya Grace Fernandez Castillo Kelly Ximena Perez Rubio Viviana Paola Retamozo Olaya |
| Nage avec palmes        | Hommes - 50m apnée                      | Mauricio Fernandez Castillo (ru) |
| Roller de vitesse       | Femmes - Piste - 500 m Sprint           | Fabrianna Arias |
| Roller de vitesse       | Femmes - Piste - 1 000 m Sprint         | Fabrianna Arias |
| Roller de vitesse       | Hommes - Piste - 300 m Contre la montre | Andres Mauricio Jimenez |
| Roller de vitesse       | Hommes - Route - 500 m Sprint           | Edwin Estrada |
| Ultimate                | Tournoi                                 | Colombie- Ivan Alba Hidalgo - Manuela Cardenas - Valeria Cardenas - Yina Cartagena - Esteban Ceballos - Julio Duque - Alexander Ford Garcia - Maria Forero - Mauricio Martinez - Santiago Montano - Elizabeth Mosquera Aguilar - Laura Ospina - Andres Ramirez Pelaez - Alejandra Torres Echeverri |

### Bronze
| Sport                   | Discipline                               | Sportifs            |
| Médailles de bronze : 1 |                                          |                     |
| Roller de vitesse       | Femmes - Route - 10 000 m Course à point | Johana Viveros (en) |